# Create With Garfield
Create With Garfield is een computerspel uit 1986 gebaseerd op de stripserie Garfield. Het spel is ontworpen door Ahed Designs en uitgebracht door Developmental Learning Materials voor de Apple II.
Met het spel kan men posters, plaatjes en stickers van Garfield maken en afdrukken. Het programma bevat standaard 200 afbeeldingen. Deze afbeeldingen zijn van de bekende personages uit de strips in verschillende houdingen + landschappen en achtergronden.
Het programma heeft tevens de optie eigen strips en verhalen te maken middels een slide-show. Voor de strips zijn in het spel een aantal standaard teksten beschikbaar, maar men kan ook eigen teksten typen en invoegen. Gemaakte werken kunnen worden bewaard op een diskette of uitgeprint.
In het spel ziet Garfield er nog zo uit als in de jaren 80.